# Ipsipile (Euripide)
Ipsipile (in greco antico: Ὑψιπύλη?) è una tragedia frammentaria di Euripide, rappresentata negli anni 410 a.C.
La trama del dramma è ricostruibile con sufficiente interezza, visto che parte del testo euripideo è stata ritrovata, nel 1908, nel P.Oxy 852, che copre circa 300 versi su un totale presumibile di 1742 .

## Trama
Nel prologo Ipsipile appare sul palcoscenico di fronte al palazzo reale, e, come è consuetudine nei drammi di Euripide, racconta chi è e ciò che le è toccato.
Ora è una schiava al palazzo del re Licurgo a Nemea, una piccola città in Argolide, tra Argo e Corinto. Già regina di Lemno, aveva offeso le altre donne di Lemno rifiutandosi di uccidere suo padre, ed era stata venduta da esse come schiava a Nauplia, il porto di Argo. L'ex regina di Lemno è ora la nutrice di Ofelte, il bambino di Licurgo ed Euridice. È tempo di guerra: il re di Argo, Adrasto, è diretto contro Tebe con altri sei campioni per ripristinare sul trono il figlio in esilio di Edipo, Polinice, e deve necessariamente passare attraverso Nemea.
Ipsipile rientra nel palazzo, e fanno la loro comparsa due giovani, Euneo e Toante, i figli a lungo perduti di Ipsipile da Giasone, in viaggio per ritrovare la loro madre; essi portano con sé un prezioso gioiello, «una vite d'oro», che è la prova della propria identità. Davanti al palazzo, guardano il frontone sopra enormi pilastri e ne ammirano le sculture; dopodiché bussano, e quando riappare Ipsipile chiedono alloggio per la notte. Ipsipile esce a parlare con il bambino in braccio, dicendogli che suo padre è lontano, ma che tornerà con tanti giocattoli, che delizierà il bambino e metterà fine alle sue lamentele. Quando vede i giovani dice, con un tocco di ironia tragica, «Come felice è vostra madre, chiunque sia», poi spiega che il re, Licurgo, è fuori casa, ma quando i giovani si avviano a cercare rifugio altrove li spinge a rimanere, e alla fine entrano nel palazzo. Ipsipile poi canta una monodia per il bambino, e lo diverte prima con uno specchio e poi con un sonaglio. La sua nenia è un lamento per le sue condizioni di schiava.
A questo punto entra il coro di donne di Nemea, cantando la parodo. Chiedono alla prigioniera quello che stia facendo: sta coltivando il terreno di fronte al palazzo o canta della nave Argo come al solito, o del vello d'oro, o di Lemno; ma non è un tempo per questo, visto che l'esercito argivo è sulla strada tra Nemea e Tebe. Ipsipile risponde che i suoi pensieri dimorano ancora nel passato; racconta degli eroi della nave Argo: come Peleo tendesse i cavi di poppa della nave, quando c'era bonaccia, e Orfeo suonasse in piedi dall'albero maestro, quando gli eroi solcavano il mare con il remo o riposavano dalla loro fatica. Lei non ha alcun interesse negli affari politici di Argo. Il coro la consola con l'esempio di altre donne che avevano lasciato le loro case, come Europa da Tiro, o Io da Argo stessa. Si sentono certe che suo nonno, Dioniso, verrà un giorno a salvarla, ma Ipsipile rifiuta ogni consolazione. All'improvviso il canto commatico si spezza in anapesti, perché il coro annuncia che qualcuno si sta avvicinando: si vedono soldati dori.
Anfiarao il veggente entra con soldati e si presenta, chiedendo alla donna dove si possa trovare acqua per l'esercito assetato: Ipsipile, naturalmente, sa chi è Anfiarao, e si presenta a lui, che continua a dire come sia stato convinto contro la sua volontà da sua moglie a partecipare alla guerra. Polinice aveva dato alla moglie di Anfiarao, Erifile, una famosa collana, un cimelio di famiglia nella sua famiglia, dato da Afrodite ad Armonia al suo matrimonio con Cadmo. Siccome lui è un veggente, sa che la spedizione fallirà, eppure ha deciso di andare. Ipsipile si offre di portarlo dove c'è acqua, e vanno via insieme, lei portando il bambino.
Il coro canta di come due esuli, Polinice di Tebe e Tideo di Etolia, litigassero di fronte al palazzo di Adrasto ad Argo, dove erano giunti per ricovero, e di come il re li separasse e li prendesse come suoi generi credendo così di adempiere un oracolo, e come avesse promesso di riportarli sui troni dei rispettivi paesi.
Ipsipile rientra trafelata, piangendo la morte del piccolo Ofelte, al che il coro le chiede come sia potuto succedere: il bambino, come racconta la donna, aveva lasciato il posto dove Ipsipile lo aveva posato, per raccogliere fiori ed era stato poi ucciso dal serpente che sorvegliava la fontana dove gli Argivi si dissetavano. È possibile che Ipsipile qui sollevasse il problema per cui i giovani con i quali aveva appena fatto amicizia l'avrebbero aiutata a fuggire; sembra, tuttavia, probabile da quello che dice poi che decidesse di raccontare alla regina l'accaduto nella speranza di calmarne l'ira. Di conseguenza, si ha un agone tra la regina Euridice e l'eroina, in cui quest'ultima si difende parlando del suo affetto per il bambino. La regina, però, la condanna a morire per la sua negligenza.
Lo stasimo in anapesti (mutilo) canta le lodi di Dioniso, avo di Ipsipile.
A questo punto, dai brevi frammenti rimasti, sembra che Euridice inviti i due stranieri a decidere la questione della punizione Ipsipile e che Euneo e Toante decidano (con una tremenda ironia tragica) a favore di metterla a morte per la sua disattenzione, e che poi Ipsipile, mentre sta per essere portata fuori a morire, sia riconosciuta dai figli perché lamenta il suo destino. Tuttavia, Ipsipile non è ancora salva e invoca per aiutarla Anfiarao, tornato perché, da profeta, prevede che Ipsipile fosse nei guai. Il veggente descrive alla regina, velata a lutto, l'aspetto del serpente e la morte del bambino, la costernazione dei guerrieri e la morte del serpente con il suo arco. Spiega alla regina che la morte di Ofelte, soprannominato Archemoro, è, come il suo nome implica, un presagio, «un inizio di destino» per i sette condottieri. La consolatio di Anfiarao a Euridice era molto famosa nell'antichità, e ci è giunta per intero grazie alla traduzione di Cicerone nelle Tusculane:
Ma ascolta ora le mie parole consolanti.

Non vi è alcun mortale che abbia avuto dolore.

I bimbi vengono sepolti i bambini e se ne generano altri.

E lui stesso è morto; portiamo terra alla terra

e polvere alla polvere: è la legge della natura.

Eppure piangiamo! Perché la vita è come una coltura

di grano che raccogliamo, quando è venuto il tempo del raccolto.

Un uomo deve vivere, un altro uomo deve morire;

Perché piangere per ciò che la vita fa scorrere?

Concedici di dare al bambino giusta sepoltura,

perché da casa abbiam portato ciò di cui ha bisogno:

il nostro lavoro non sarà vano, e i tuoi dolori

andranno a beneficio del mondo degli uomini, per sempre.

Archemoro deve avere una famosa tomba

e noi istituiremo gare in suo nome,

e corone di apio per il vincitore:

tutti gli uomini vorranno il premio dei giochi di Nemea,

e il tuo caro figlio non sarà mai dimenticato.

Vieni, asciuga le tue lacrime, e sciogli la tua schiava, perché lei

è senza colpa: vero, la tua sofferenza è stata grande,

ma tutto finisce bene; in quest’alta gara

tu con tuo figlio sarete sempre ricordati.»
La regina, a questo punto, sembra cedere agli argomenti di Anfiarao. A questo punto, alla fine del dramma appare Dioniso ex machina e profetizza la sorte futura di ogni personaggio. Si può supporre, tra l'altro, che imponesse ad Euneo di andare a vivere ad Atene, perché lì viveva una famiglia di musicisti che tracciava la loro discendenza proprio da Euneo figlio di Ipsipile.